# Овчинников, Николай Александрович
Никола́й Алекса́ндрович Овчи́нников (28 апреля 1949 года, Свердловск) — российский государственный деятель, директор Бюро по координации борьбы с организованной преступностью и другими опасными видами преступлений на территории государств — участников СНГ (с 2011 года по 2014 год), статс-секретарь — заместитель Министра внутренних дел Российской Федерации (с 2006 года по 2010 год), начальник Департамента по борьбе с организованной преступностью и терроризмом МВД РФ (с 2004 года по 2006 год), начальник Главного управления по борьбе с организованной преступностью СКМ МВД РФ (с 2003 года по 2004 год); заместитель председателя комитета Государственной Думы Федерального Собрания Российской Федерации по государственному строительству (с 2000 года по 2003 год).

## Биография
Родился 28 апреля 1949 года в городе Свердловске, отец — военный, мать — учительница.
В 1966 году окончил среднюю школу № 74 города Свердловска.
В 1971 году окончил Свердловский юридический институт им. Р. А. Руденко по специальности — «правоведение», присвоена квалификация — «юрист».

## Профессиональная деятельность
В 1966 году — слесарь Верх-Исетского металлургического завода (ВИЗ) в городе Свердловске.
С 1974 года по 1975 год проходил срочную военную службу в войсках противовоздушной обороны в Заполярье, было присвоено воинское звание — младший сержант.

### Служба в органах внутренних дел
С 1971 года по 1974 год — следователь линейного отдела внутренних дел на транспорте станции Улан-Удэ Восточно-Сибирской железной дороги.
С 1975 года по 1979 год — оперативный уполномоченный отделения по раскрытию особо тяжких преступлений против личности уголовного розыска Управления внутренних дел Свердловской области.
С 1979 года по 1981 год — заместитель начальника уголовного розыска Управления внутренних дел города Верхняя Пышма Свердловской области.
С 1981 года по 1985 год — старший инспектор, затем — начальник отделения уголовного розыска Управления внутренних дел города Свердловска.
С 1985 года по 1987 год — заместитель начальника по оперативной работе Октябрьского районного отдела внутренних дел города Свердловска.
С 1987 года по 1991 год — начальник Октябрьского районного отдела внутренних дел города Свердловска.
С 1991 года по декабрь 1995 года — начальник Октябрьского районного отдела внутренних дел города Екатеринбурга.
С декабря 1995 года по март 2000 года — начальник Управления внутренних дел города Екатеринбурга.

### Работа в Государственной Думе Федерального Собрания Российской Федерации
26 марта 2000 года по итогам дополнительных выборов по Орджоникидзевскому одномандатному округу № 165 Свердловской области избран депутатом Государственной Думы Федерального Собрания Российской Федерации третьего созыва (набрал 21,7 процентов голосов избирателей).
В начале своей парламентской деятельности стал членом комитета Государственной Думы по безопасности, 6 декабря 2000 года избран заместителем председателя комитета Государственной Думы Федерального Собрания Российской Федерации по государственному строительству. Входил в состав рабочей группы по государственной символике России.
Являлся членом депутатской группы «Народный депутат», возглавлял созданную им межфракционную группу «Правопорядок».
В феврале 2003 года сложил с себя полномочия депутата Государственной Думы в связи с назначением на должность в министерстве внутренних дел Российской Федерации.

### Работа в Министерстве внутренних дел Российской Федерации
С 14 февраля 2003 года по 9 ноября 2004 года — начальник Главного управления по борьбе с организованной преступностью службы криминальной милиции (ГУБОП СКМ) Министерства внутренних дел Российской Федерации.
С 10 ноября 2004 года по 16 марта 2006 года — начальник (созданного в результате структурных преобразований) Департамента по борьбе с организованной преступностью и терроризмом (ДБОПиТ) Министерства внутренних дел Российской Федерации..
С 17 марта 2006 года по 18 февраля 2010 года — статс-секретарь — заместитель Министра внутренних дел Российской Федерации.

### Дальнейшая деятельность
С 14 марта 2010 года по 26 августа 2011 года — начальник ФГКОУ ДПО «Всероссийский институт повышения квалификации сотрудников МВД России» (ВИПК МВД России).
С 27 августа 2011 года по 4 сентября 2014 года — директор Бюро по координации борьбы с организованной преступностью и другими опасными видами преступлений на территории государств — участников СНГ.
Указом Президента Российской Федерации от 6 мая 2011 года № 598 «О присвоении специальных званий высшего начальствующего состава сотрудникам органов внутренних дел Российской Федерации и назначении на должность сотрудников органов внутренних дел Российской Федерации» присвоено специальное звание — генерал-полковник полиции.
С 2014 года — председатель научно-консультативного совета консалтинговой компании Alliance Legal CG.

## Общественная деятельность
Член Правления общероссийской общественной организации «Ассоциация юристов России».
С 1990 года по 1993 год — депутат Свердловского (Екатеринбургского) городского Совета народных депутатов XXI созыва.
С 2007 года по 2008 год — соведущий (совместно с Натальей Минц) ток-шоу «Большое жюри» на телеканале «Звезда».

## Награды и премии
- Орден Дружбы (2 сентября 2008 года) — за большой вклад в подготовку и проведение Года России в Китае и Года Китая в России[13].
- Медаль ордена «За заслуги перед Отечеством» II степени.
- Медали «За безупречную службу» I, II, III степени.
- Заслуженный юрист Российской Федерации (23 октября 2002 года) — за заслуги в укреплении законности, активную законотворческую деятельность и многолетнюю добросовестную работу[14].
- Благодарность Президента Российской Федерации (22 июля 2002 года) — за большой вклад в разработку законов по реализации концепции судебной реформы[15]
- Почётная грамота Правительства Кыргызской Республики (9 декабря 2013 года) — за весомый вклад в укрепление плодотворного сотрудничества между Министерством внутренних дел Кыргызской Республики и Министерством внутренних дел Российской Федерации, а также в честь 20-летней годовщины со дня образования Бюро по координации борьбы с организованной преступностью и иными опасными видами преступлений на территории государств — участников СНГ[16].
- Почётный сотрудник МВД России (2000 год).
- Золотой Почётный знак национального фонда «Общественное признание» (2003 год).
- Орден «Святой страстотерпец Царь Николай» (2008 год)[17].
- Высшая юридическая премия «Фемида» в номинации «Государственная служба» (2008 год)[18].

## Увлечения
Охота, чтение книг.